# معيار الإعاقة
معيار الإعاقة (Disability Standard) هو تقييم معياري يُجرى في المملكة المتحدة بواسطة منتدى الأعمال والإعاقة (Business Disability Forum).
يمكن وصفه بأفضل شكل على أنه أداة إدارية لأصحاب العمل، حيث يعمل معيار الإعاقة بمثابة دراسة إحصائية توفر لمحة سريعة عن أداء الشركات في المملكة المتحدة بشأن الإعاقة بما يتماشى مع قانون التمييز ضد ذوي الإعاقة.
تحصل جميع المنظمات المشاركة على تصنيف لإظهار التزامها بـالثقة في التعامل مع الإعاقة. تحقق أعلى الدرجات التصنيف البلاتيني يليه الذهبي، الفضي، البرونزي وتصنيف المشاركين.

## التاريخ
وُضع وجُرب المعيار المرجعي البريطاني الخاص بالإعاقة - والذي أصبح لاحقًا معيار الإعاقة - لأول مرة في عام 2004. بُني بواسطة منتدى أصحاب العمل المعني بالإعاقة (Employers' Forum on Disability) على أساس 'نموذج تغيير التنوع'، الذي صممته الدكتورة جيليان شابيرو كطريقة لقياس أداء المنظمات في مجالات التنوع، ومكّن هذا التقييم المعياري المنظمات من تقييم أدائها فيما يتعلق بالإعاقة بالنسبة لـقانون التمييز ضد ذوي الإعاقة (DDA).
تألفت مجموعة البحث والتطوير الأصلية التي شاركت في هذا المشروع التجريبي من:
آبي ناشيونال، مجموعة بي تي، بوبا، باركليز، سنتريكا، كيبل آند وايرلس، إتش إس بي سي، البريد الملكي، برايس ووتر هاوس كوبرز ومجموعة أونوم في القطاع الخاص ومكتب نائب رئيس الوزراء، شرطة العاصمة، جوب سنتر بلس، وزارة التعليم والمهارات ووزارة العمل والمعاشات في القطاع العام.
بعد نجاح التجربة الأولية، اُطلق معيار الإعاقة رسميًا في عام 2005 بمساعدة وزير الدولة آنذاك، آلان جونسون، تحت عنوان "معيار منتدى أصحاب العمل للإعاقة 2005" (Employers' Forum Disability Standard 2005) بمشاركة 80 منظمة بريطانية بما في ذلك مجلس العموم.
أُجري المسح المعياري مرة أخرى في عام 2007 بمشاركة 116 مشاركًا وإضافات مثل موقع ويب تفاعلي يمكّن المنظمات من تصفح دراسات الحالة والتقديم عبر الإنترنت. في عام 2009 - خلال فترة الركود - شاركت 106 منظمات، ليصل إجمالي عدد المنظمات التي شاركت في معيار الإعاقة منذ عام 2005 إلى أكثر من 200.

## النتائج
تشكل النتائج المستخلصة من معيار الإعاقة أساس تقرير المقارنة المعيارية الذي ينشره منتدى أصحاب العمل المعني بالإعاقة بعد كل تقييم. نُشرت تقارير المقارنة المعيارية لمعيار الإعاقة في أعوام 2005، 2007، و2009

### معيار الإعاقة 2009
شاركت أكثر من 100 منظمة في معيار الإعاقة لعام 2009. لأول مرة منذ تدشين المعيار، تضمن التقرير قائمة بأفضل عشرة أصحاب عمل:
| المركز | المنظمة                     |
| ------ | --------------------------- |
| 1.     | المكتبة البريطانية          |
| 2.     | مجموعة بي تي                |
| 3.     | القدرة على الحركة           |
| 4.     | باركليز                     |
| 5.     | الإعاقة في الشرق            |
| 6.     | حي تاور هامليتس في لندن     |
| 7.     | ميكرولينك [الإنجليزية]      |
| 8.     | جمعية هايبتنج للإسكان       |
| 9.     | مستشفى جامعة لوتون ودنستابل |
| 10.    | وزارة الدفاع                |

## وصلات خارجية
- Disability Standard.com نسخة محفوظة 2012-10-14 على موقع واي باك مشين.
- منتدى الأعمال والإعاقة